# Нівес Іванкович
Нівес Іванкович (хорв. Nives Ivanković; нар. 1 червня 1967 року, Томиславград, СФРЮ) — хорватська акторка театру, кіно та телебачення.

## Біографія
Нівес Іванковіч народилася 1 червня 1967 року у Томиславграді.
Закінчила Академію драматичного мистецтва у Сараєво.

## Вибіркова фільмографія
- Я вірю в ангелів (2009)
- Агонія (1998)